# 동춘 (영화)
"동춘"(凍春)은 1970년 공개된 대한민국의 영화이다.

## 배역
- 김희라
- 문희
- 최무룡

## 수상
- 1971년 제7회 백상예술대상
  - 영화부문 작품상
- 1971년 제14회 부일영화상
  - 최우수작품상
  - 감독상 - 정진우
- 1971년 제8회 청룡영화상
  - 음악상 - 한상기
- 제1회 무등영화상
  - 신인남우상 - 김희라